# Звезда цирка
«Звезда цирка» или «Мечты красного» (англ. Red's Dream) — компьютерный короткометражный мультфильм студии «Pixar». Был снят в 1987 году Джоном Лассетером, который выступил также продюсером и озвучивателем мультфильма. Музыку к мультфильму написал Дэвид Слассер.

## Сюжет
Одинокий городок в дождливую ночь. Людей и автомобилей нет. Живым кажется лишь один магазин велосипедов, закрытый на ночь, на окне которого написано: «Велосипеды Ибенса». В углу магазина спит красный одноколёсный велосипед, который мечтает, чтобы его купили. У Красного есть мечта — стать имуществом клоуна в цирке. В его мечте видно, как клоун, которого называют Неоднородным, исполняет свой цирковой номер. Сидя на Красном, он жонглирует шарами. Велосипед решает сам принять участие в номере, однако вскоре отходит от сна и понимает что по прежнему находится в магазине. Охваченный тоской, он едет обратно к себе в угол и снова засыпает.

## Судебный иск против DMA Design
В 1995 году студия DMA Design выпустила для игровой консоли SNES аркаду «Uniracers» (в Европе вышла под названием «Unirally»), представлявшую аркадные гонки заранее визуализированных в 3D моноциклов по двумерным трассам. Студия «Pixar» подала в суд, увидев в использовании моноциклов нарушение их авторских прав. Дизайнер из DMA Майк Дэйли, работавший в компании с первого дня, заявил: «Проблема с Pixar заключалась в том, что они, похоже, думали, что любое сгенерированное на компьютере изображение моноцикла принадлежит им». Тем не менее, DMA Design проиграла дело и утратила права на игру. Nintendo была вынуждена отозвать весь тираж картриджей с «Uniracers» и уничтожить их. Итоговые продажи составили 300 тыс. экземпляров, что чрезвычайно мало. По мнению историков и энтузиастов видеоигр, судебная тяжба с Pixar загубила потенциально успешную игру, пользовавшуюся интересом у потребителей.